# Isophya yaraligozi
Isophya yaraligozi är en insektsart som beskrevs av Ünal 2003. Isophya yaraligozi ingår i släktet Isophya och familjen vårtbitare. Inga underarter finns listade i Catalogue of Life.